# دورهام الشمالية الغربية (دائرة انتخابية في المملكة المتحدة)
دورهام الشمالية الغربية (بالإنجليزية: North West Durham)‏ هي إحدى الدوائر الانتخابية في المملكة المتحدة الممثلة في مجلس العموم في برلمان المملكة المتحدة.
عضو البرلمان الذي يمثلها حالياً هو :Rt Hon Hilary Armstrong (Lab).